# Dwór w Damianowie
Dwór w Damianowie (niem. Schloss Damsdorf) – zabytkowy dwór wybudowany w miejscowości Damianowo.
Piętrowy dwór wybudowany w XVIII w. na miejscu XVII-wiecznego, na rzucie prostokąta, kryty czterospadowym dachem mansardowym. Od frontu trzyosiowy ryzalit zwieńczony szczytem wolutowym.
Dwór wznosił się na górce, jeszcze za czasów Damianowa Wielkiego. Obecnie w ruinie.
W skład zespołu dworskiego wspólnie z dworem,  wchodzą:
- owczarnia, obecnie obora, z 1823, stodoła z 1850, w zabudowaniach gospodarczych zgrupowanych przy dwóch prostokątnych dziedzińcach
- park krajobrazowy, z początku XVIII w. z dwoma stawami i okazami starych drzew
- zadrzewienie dębowe, okalające teren dawnych łąk dworskich, z drugiej połowy XVIII w.